# Fatululik (Balibo)
Fatululik (Fatululic) ist eine osttimoresische Aldeia im Suco Balibo Vila (Verwaltungsamt Balibo, Gemeinde Bobonaro). 2015 lebten in der Aldeia 431 Menschen.

## Geographie
Fatululik liegt im Westen des Sucos Balibo Vila. Östlich befindet sich die Aldeia Atara, und südöstlich die Aldeias Balibo Vila und Fatuk Laran. Im Norden grenzt Fatululik an den Suco Sanirin und im Süden an den Suco Batugade. An der Westspitze bildet der Kolosuma die Grenze zu Sanirin, ein Quellfluss des Leometik.
Durch die Aldeia führt die kurvenreiche Straße von Balibo nach Batugade. An ihr liegt im Osten das Dorf Fatukakae. Die Nordspitze von Balibos Ortsteil Misi reicht nach Fatululik hinein. Hier befindet sich die Grundschule Santo António. Im Südosten liegt mit Fatululit (Halitaluk) ein weiterer Ortsteil von Balibo. Die Gruta Morutau ist eine als heilig geltende Höhle im Nordosten von Fatululik. Sie darf nur von wenigen Dorfältesten besucht werden. Hier befindet sich ein Marienschrein an dem zu Ostern eine Messe abgehalten wird. 

## Politik
2023 wurde Leãodro P. Carlos zum Chefe de Aldeia gewählt.